# Antoni Cruellas i Vilà
Antoni Cruellas i Vilà   (Terrassa, 3 de juny de 1929 - Granollers, 10 de març de 2019) fou un futbolista català de la dècada de 1950.

## Trajectòria
Antoni Cruellas fou un dels molts jugadors egarencs que durant la dècada de 1950 van defensar els colors del RCD Espanyol, com ara Josep Parra, Antoni Argilés o Josep Artigas. Jugava a la posició d'extrem. Començà a jugar al Terrassa FC i més tard al CE Manresa. Jugà durant sis temporades a l'Espanyol entre 1951 i 1957. Un gols seu a Mestalla va permetre l'equip arribar a la final de la Copa d'Espanya de l'any 1957, que disputà enfront del FC Barcelona. Al club mai arribà a ser titular indiscutible. Només les temporades 1953-54 i 1954-55 disputà més de vint partits de lliga. L'any 1957 decidí marxar del club i fitxar pel Córdoba CF, retornant més tard a Catalunya per jugar a Terrassa FC, CE Europa, CF Igualada i FC Vilafranca. Posteriorment fou entrenador de diversos clubs modestos. Fou internacional amb la selecció espanyola B.